# OpTic Chicago
Pour l'équipe principale, voir OpTic Gaming.
Pour ligue compétitive, voir Call of Duty League.
OpTic Chicago (anciennement Chicago Huntsmen) était une équipe d'esports professionnelle américaine de la Call of Duty League (CDL) basée à Chicago, dans l'Illinois.
L'équipe appartenait à NRG Esports, détenu et dirigé par les co-PDG Andy Miller et le propriétaire d'OpTic Gaming, Hector « H3CZ » Rodriguez.

## Histoire

### Chicago Huntsmen (2019 - 2020)
NRG annonce avoir acheté la place de Chicago dans la Call of Duty League (CDL) le 13 septembre 2019. Deux jours plus tard, Hector "H3CZ" Rodriguez ancien d'OpTic Gaming rejoint l'équipe en tant que PDG et copropriétaire de l'équipe. Le 24 octobre 2019, le roster de départ de 5 joueurs est annoncé, avec des stars de l'ancien roster d'OpTic : Seth « Scump » Abner et Matthew « FormaL » Piper. Ils sont rejoints par le récent champion du monde Alec « Arcitys » Sanderson. Dylan « Envoy » Hannon et Pierce « Gunless » Hillman complètent l'effectif de titulaires. Marcus « MBoZe » Blanks et Jordon « General » General sont nommés remplaçants et Troy « Sender » Michaels est nommé entraîneur-principal.[réf. nécessaire]
En 2020, les Huntsmen annonce des accords de parrainage avec Crep Protect, qui verront le lancement d'une gamme de produits co-marqués entre l'équipe et le sponsor ainsi que du contenu promotionnel, et Zippo.
L'équipe était censée organiser sa première Home Series de la saison 2020 le 4 avril à la Wintrust Arena, mais en raison de la pandémie de COVID-19, l'événement ainsi que le déroulement de la ligue se sont finalement déroulé en online. Les Huntsmen termine 3e-4e de leurs Home Series, Dallas Empire étant l'équipe victorieuse.
Lors de la saison inaugurale de la CDL en 2020, les Huntsmen ont terminé la saison régulière avec un bilan en 24-11 et se classent troisièmes aux CoD Champs.
Les Huntsmen remportent la London Home Series après avoir battu Dallas Empire 3-0. Les Chicago Huntsmen remporte également la Seattle Home Series, leur premier événement avec Preston  « Prestinni » Sanderson (le frère jumeau d'Arcitys) après que Gunless ait été relégué remplaçant.

### OpTic Chicago (2020 - 2021)
Le 11 novembre 2020, l'équipe annonce qu'elle change de nom, passant des Chicago Huntsmen à OpTic Chicago. Cela intervient après que Rodriguez ai racheté la marque OpTic auprès d'Immortals Gaming Club (qui avait acheté OpTic en 2019 et fondateur d'OpTic Gaming Los Angeles), ramenant ainsi la marque à ses racines.
Après le changement de nom en OpTic Chicago, l'équipe annonce qu'elle avait recruté le joueur des OpTic Gaming Los Angeles, Brandon « Dashy » Otell pour rejoindre Scump, FormaL et Envoy, alors que la ligue annonce son retour au format 4vs4. Arcitys est autorisé à partir pour Atlanta FaZe et Gunless et Prestinni partent rejoindre les Seattle Surge. MBoZe est retiré du poste de remplacement alors qu'il revenait à son simple rôle de créateur de contenu pour OpTic Gaming.
Au cours de la saison 2021, l'équipe ne réussit pas à remporter un seul tournoi majeur et termine 5e-6e lors du Champions Weekend.
À la fin de la saison, Dylan « Envoy » Hannon est libéré de l'équipe et Matthew « FormaL » Piper prend sa retraite de la compétition Call of Duty,.

### Fusion d'OpTic et Envy
Le 8 novembre 2021, il est annoncé qu'OpTic Gaming fusionnerait avec sa nouvelle société mère Envy Gaming pour fonder « OpTic Texas » pour la saison Call of Duty: Vanguard, nouveau nom de Dallas Empire. À la même date, l'équipe annonce le roster des joueurs pour la prochaine saison de la CDL, qui se compose des joueurs suivants : Anthony « Shotzzy » Cuevas-Castro, Indervir « iLLeY » Dhaliwal, Seth « Scump » Abner et Brandon « Dashy » Otell. Dont trois sont d'anciens champions du monde.
Le slot vaquant sera acquis par les Boston Breach.

## Résultats
Lors de leur premier match contre les Minnesota RØKKR le premier jour du tournoi des Dallas Empire Home Series, les Chicago Huntsmen effectuent un « Full Sail », qui se produit lorsqu'une équipe qui perd 0 à 5 dans le mode de jeu recherche et destruction remporte les six tours consécutifs suivants et ainsi le match. L'expression « Full Sail » est une ode à la Full Sail University, le lieu du Major League Gaming Fall Invitational 2013, au cours duquel le premier comeback compétitif en recherche et destruction en 0-5 s'est produit lors d'un jeu,. Les Huntsmen finirent par remporter le match 3-0.
| Saison | Saison régulière | Saison régulière | Saison régulière | Saison régulière | Saison régulière | Saison régulière | Saison régulière | Rang final | Playoffs                                                             | Note                         |
| Saison | J                | MG               | MP               | %MG              | GW               | GL               | GW%              | Rang final | Playoffs                                                             | Note                         |
| ------ | ---------------- | ---------------- | ---------------- | ---------------- | ---------------- | ---------------- | ---------------- | ---------- | -------------------------------------------------------------------- | ---------------------------- |
| 2020   | 30               | 21               | 9                | 70,0%            | 75               | 44               | 63,0%            | 4ème       | 3ème, défaite en final des loser brackets, 1-3 (face à Atlanta FaZe) | En tant que Chicago Huntsmen |
| 2021   | 44               | 26               | 18               | 59,1%            | 97               | 74               | 56,7%            | 4ème       | 5–6e, perdu au 2e tour des loser bracket, 1–3 (face à Toronto Ultra) | En tant qu'OpTic Chicago     |

## Controverses
Lors d'un stream Twitch du 16 février 2020 intitulé « Back to the Kingdom », Ian « Crimsix » Porter, de Dallas Empire, accuse les Huntsmen d'avoir utilisé trois grenades assourdissantes lors de leur match de finale des London Royal Ravens Home Series.[réf. nécessaire] Porter affirme que l'utilisation de trois grenades assourdissantes allait à l'encontre d'un accord de principe mutuel entre les équipes visant à utiliser deux grenades assourdissantes, deux grenades flash et une grenade fumigène.[réf. nécessaire].Les Huntsmen ont déclaré que l'utilisation de trois stuns était une « erreur honnête ». Porter n'a pas prétendu que l'utilisation de trois stuns avait matériellement affecté l'issue du match et a déclaré qu'il n'était pas sûr que les résultats auraient été différents si l'accord de principe n'avait pas été rompu.[réf. nécessaire]